# Поль Соваж
Поль Соваж (фр. Paul Sauvage, 17 березня 1939, Ла-Сутеррен — 17 грудня 2019, Бордо) — французький футболіст, що грав на позиції півзахисника.
Виступав, зокрема, за клуби «Лімож» та «Реймс», а також національну збірну Франції.

## Клубна кар'єра
У дорослому футболі дебютував 1957 року виступами за команду «Лімож» з другого дивізіону. У першому ж сезоні допоміг клубу завоювати путівку до елітного французького дивізіону, забивши 13 голів у ході турніру. Наступні два сезони, проведені у складі «Ліможу», був стабільним гравцем основи, займаючи з клубом місця в першій десятці чемпіонату
Своєю грою за цю команду привернув увагу представників тренерського штабу клубу «Реймс», до складу якого приєднався 1960 року. Перший сезон у новому клубі провів як гравець, який виходить на заміну, проте вже наступного сезону 1961/62 років став гравцем основного складу, забив по ходу турніру 5 м'ячів і разом із командою завоював звання чемпіона Франції. Відіграв за команду з Реймса наступні чотири сезони своєї ігрової кар'єри, забивши 29 голів.
У сезоні 1964/65 виступав за «Валансьєнн», де знову часто забивав, але складна травма коліна раптово обірвала професійну кар'єру 26-річного нападника. Відновившись від травми нападник відновив кар'єру, але виступав виключно на нижчому рівні за клуби «Кастет-ан-Дорт», «Лімож» та «Бержерак Перігор», так і не повернувшись на колишній рівень.

## Виступи за збірну
Вперше в розташування національної збірної Франції був викликаний в 1960 році, фігурував у заявці французів на домашньому чемпіонаті Європи 1960 року, на якому збірна посіла четверте місце з чотирьох можливих, але на поле не виходив.
15 березня 1961 року дебютував в офіційних матчах у складі національної збірної Франції в товариській грі проти збірної Бельгії, що завершилась з рахунком 1:1.
Останній матч за збірну зіграв у квітні 1965 року проти Югославії (0:1)Загалом протягом кар'єри в національній команді, яка тривала 5 років, провів у її формі 6 матчів.

## Особисте життя
По завершенні ігрової кар'єри працював торговим представником фармацевтичних препаратів. Згодом кілька термінів був муніципальним радником у Жиронді, в Жензаку і багато років опікувався місцевим футбольним клубом.
Помер 17 грудня 2019 року на 81-му році життя у місті Бордо.

## Досягнення
- Чемпіон Франції:

«Реймс»: 1961–62